# Comuna Călui, Olt
Călui este o comună în județul Olt, Oltenia, România, formată din satele Călui (reședința) și Gura Căluiu.

## Demografie
Componența etnică a comunei Călui
     Români (92,79%)
     Alte etnii (7,21%)
Componența confesională a comunei Călui
     Ortodocși (92,71%)
     Alte religii (0%)
     Necunoscută (7,29%)
Conform recensământului efectuat în 2021, populația comunei Călui se ridică la 1.276 de locuitori, în scădere față de recensământul anterior din 2011, când fuseseră înregistrați 1.519 locuitori. Majoritatea locuitorilor sunt români (92,79%). Din punct de vedere confesional, majoritatea locuitorilor sunt ortodocși (92,71%), iar pentru 7,29% nu se cunoaște apartenența confesională.

## Politică și administrație
Comuna Călui este administrată de un primar și un consiliu local compus din 9 consilieri. Primarul, Sorin-Nicușor Rotaru[*], de la Partidul Social Democrat, este în funcție din octombrie 2020. Începând cu alegerile locale din 2024, consiliul local are următoarea componență pe partide politice:
|  | Partid                    | Consilieri | Componența Consiliului | Componența Consiliului | Componența Consiliului | Componența Consiliului | Componența Consiliului | Componența Consiliului | Componența Consiliului |
|  | ------------------------- | ---------- | ---------------------- | ---------------------- | ---------------------- | ---------------------- | ---------------------- | ---------------------- | ---------------------- |
|  | Partidul Social Democrat  | 7          |                        |                        |                        |                        |                        |                        |                        |
|  | Partidul Național Liberal | 2          |                        |                        |                        |                        |                        |                        |                        |

## Personalități născute aici
- Gheorghe Truță (n. 1958), scriitor, membru al Uniunii Scriitorilor din România.